# Radar SJ
Radar SJ – amerykański kierunkowy radar obserwacji powierzchni z czasów drugiej wojny światowej, od połowy 1942 roku stanowiący podstawowy element wyposażenia elektronicznego amerykańskich okrętów podwodnych. SJ stanowił pierwszy znaczący krok w rozwoju amerykańskich radarów morskich, dzięki któremu amerykańska flota podwodna uzyskała istotną przewagę nad japońską cesarską marynarką wojenną.